# Сиракава (село)
Сиракава (яп. 白川村 Сиракава-мура) — село в Японии, расположенное на севере префектуры Гифу. Село находится недалеко от города Такаяма. Вместе с селом Гокаяма в префектуре Тояма оно составляет объект Всемирного наследия ЮНЕСКО. Площадь села составляет 356,55 км², население — 1644 человека (1 июля 2014), плотность населения — 4,61 чел./км².

## География
Одно из самых снежных мест в Японии, 95,7 % площади покрыто лесами. Расположено на границе префектур Исикава на западе и Тояма на севере. Граница с префектурой Исикава проходит по горам Рёхаку. Река Сокава проходит через деревню, и большая часть населения проживает в её долине. Выше по течению которой находится плотина и водохранилище. Основной отраслью экономики является туризм.

## Туризм
Село Сиракава является объектом туризма «сэйти дзюнрэй» (яп. 聖地巡礼, букв. «паломничество в святое место») со стороны поклонников Higurashi no Naku Koro ni, поскольку послужило прототипом места действия этого визуального романа (деревни Хинамидзавы).

## Галерея

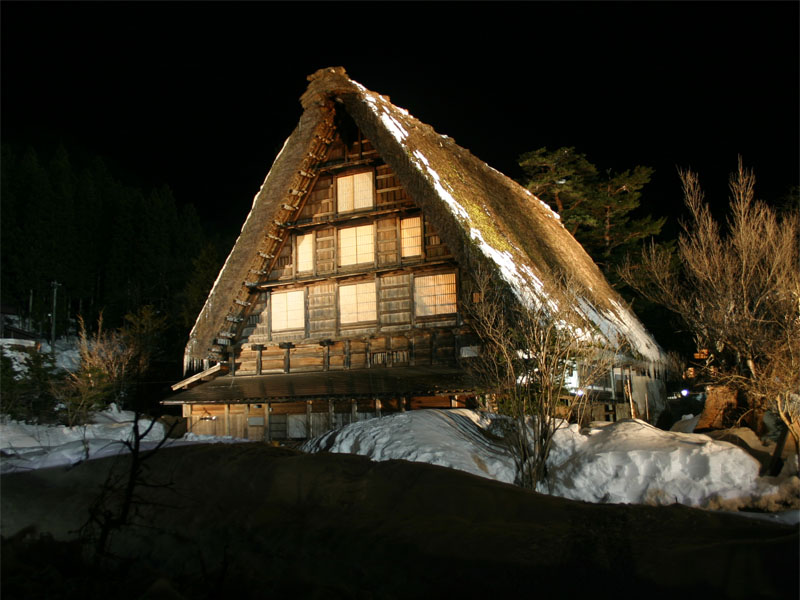
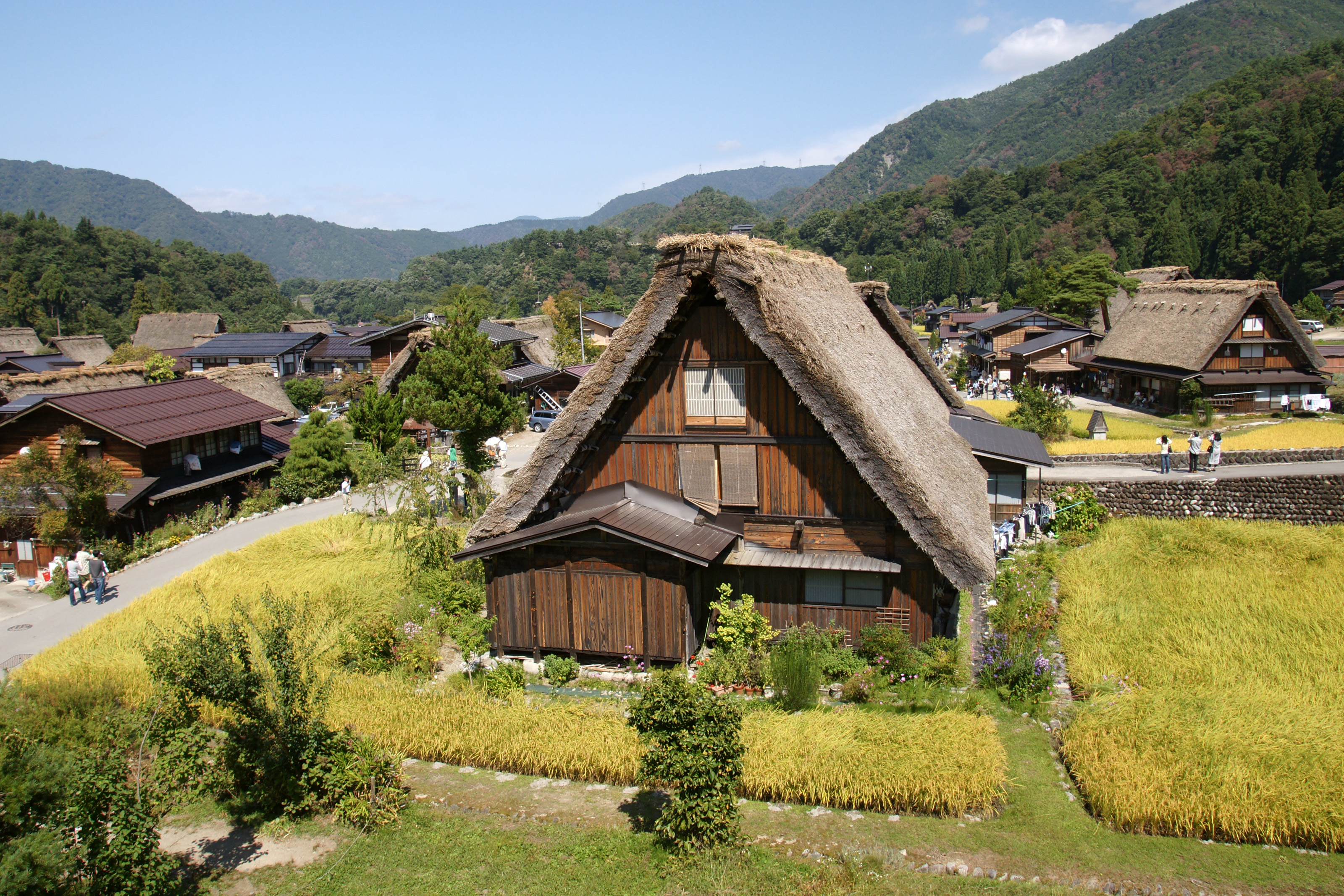
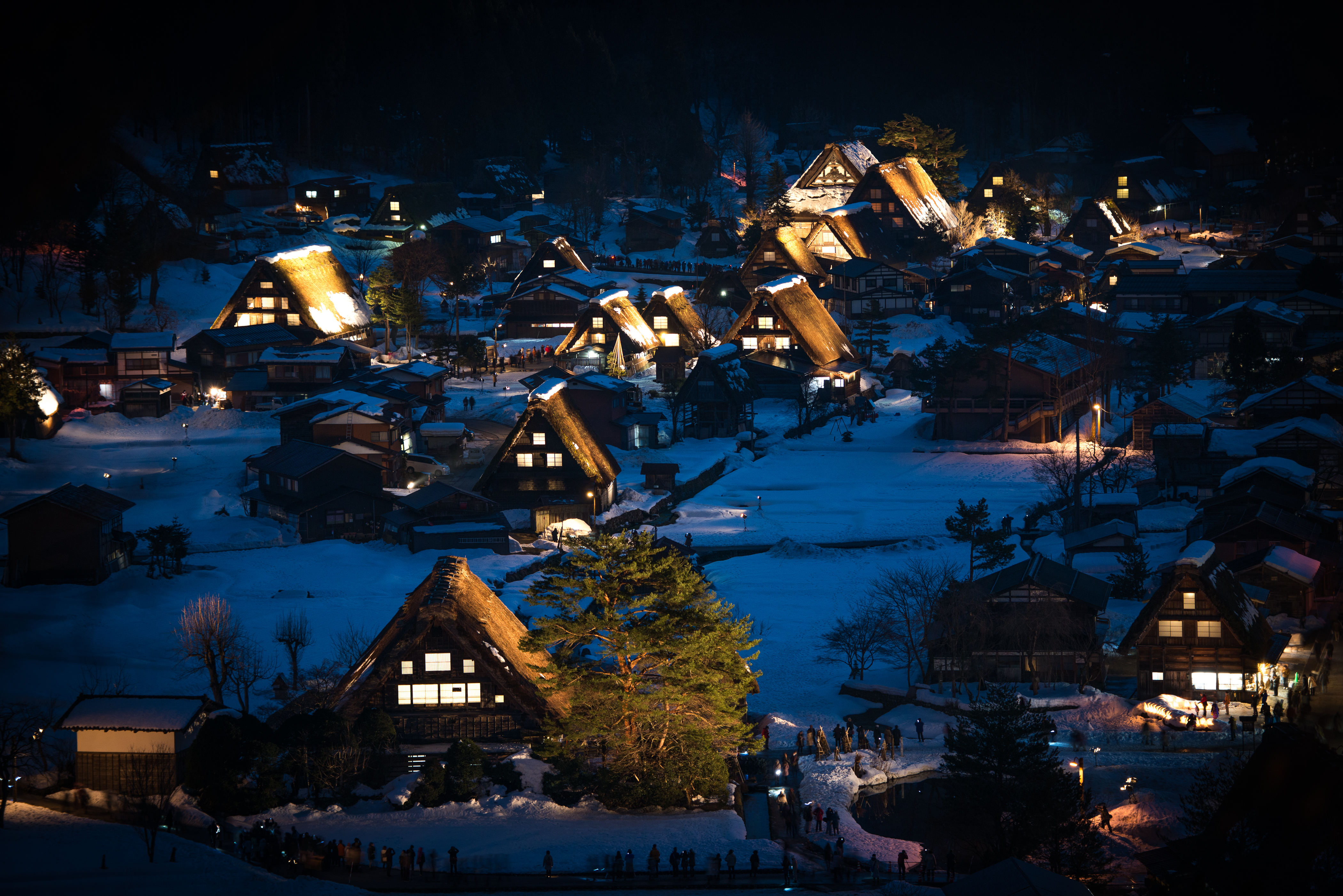
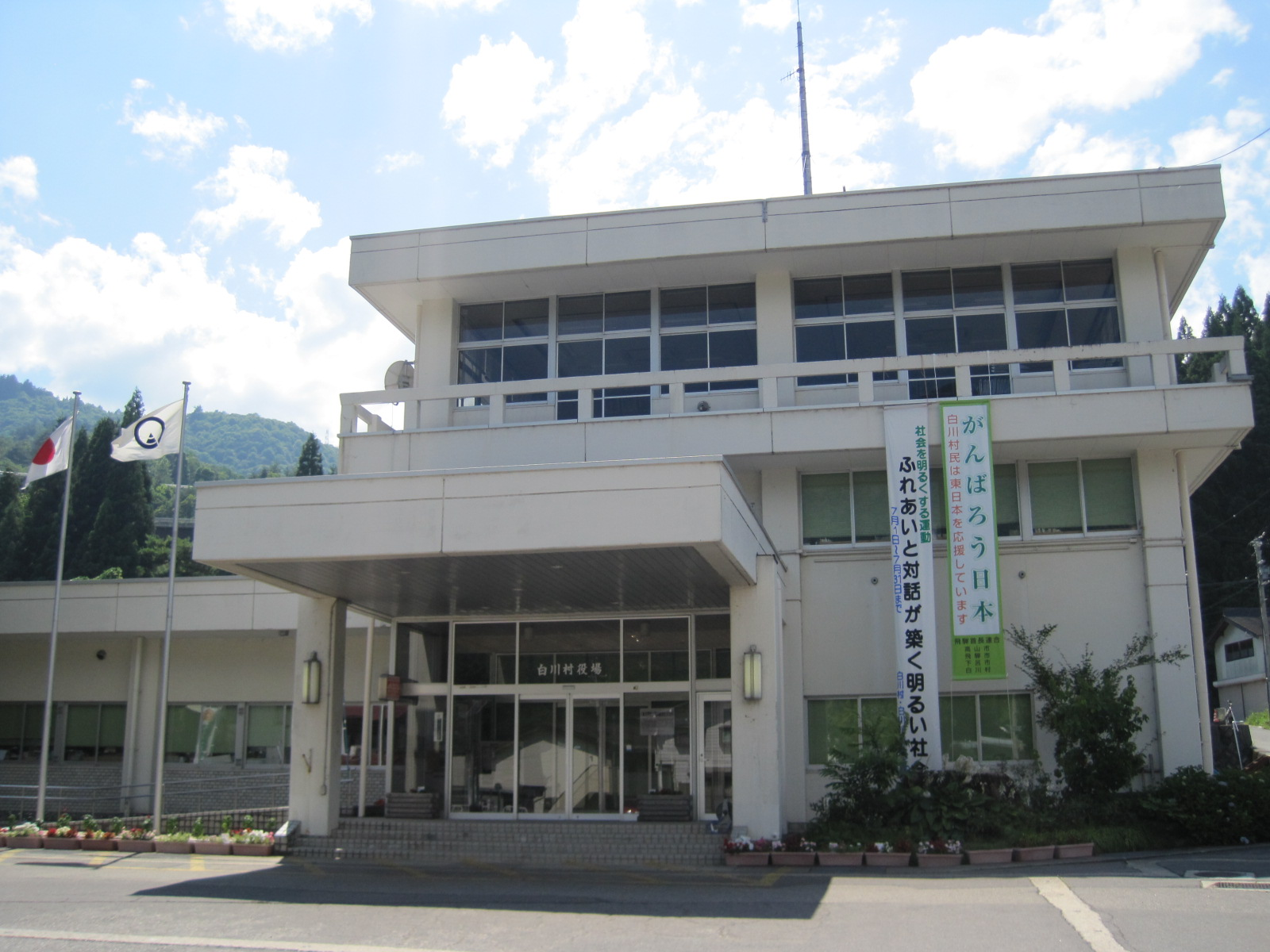
Мэрия села Сиракава